# Rovaniemi

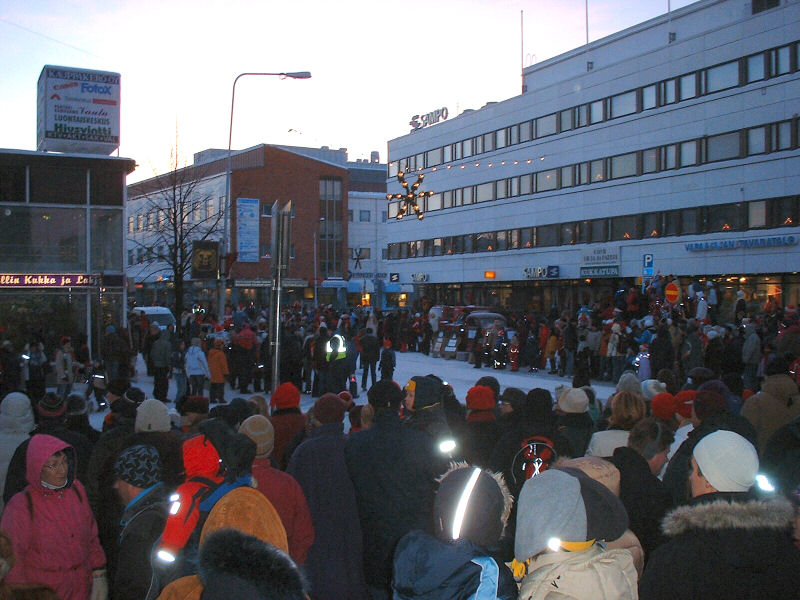
Listopad – przygotowania do Świąt w Rovaniemi

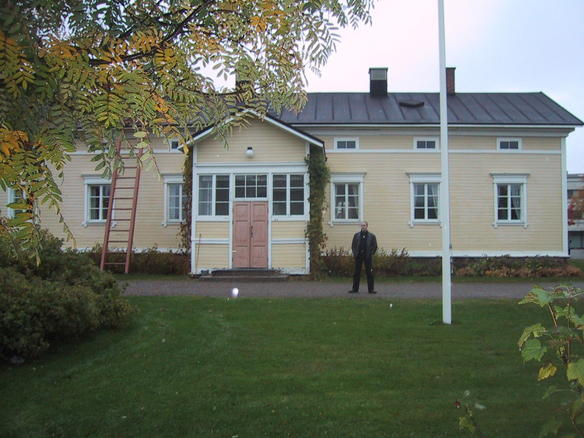
Alaruokanen, jeden z nielicznych budynków w Rovaniemi, które przetrwały wojnę

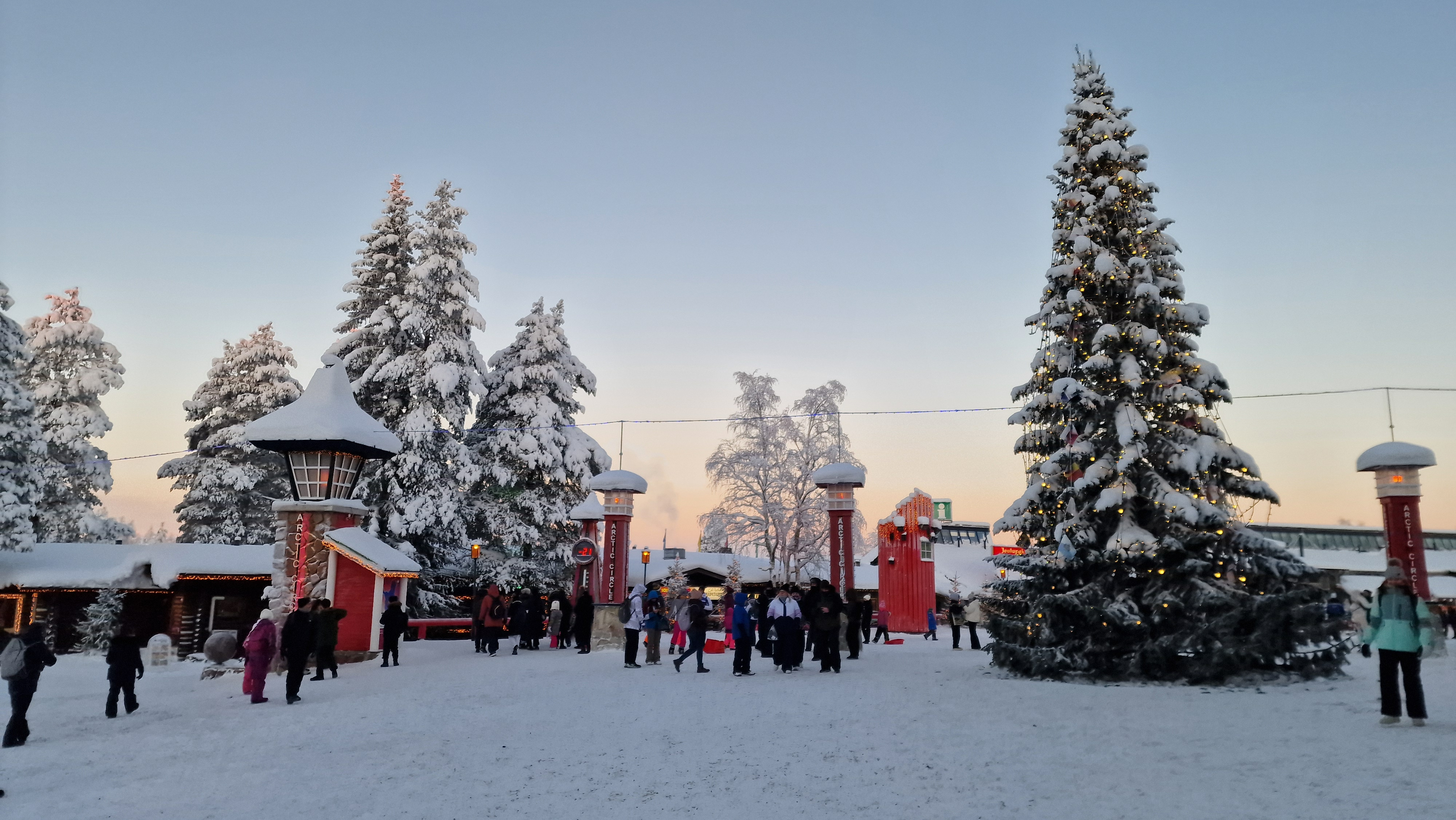
Wioska św. Mikołaja w pobliżu Rovaniemi; biała linia po prawej oznacza przebieg koła podbiegunowego

Rovaniemi (lap. Roavenjarga) – miasto w północnej Finlandii, u ujścia rzeki Ounasjoki do Kemi, kilka kilometrów na południe od północnego koła podbiegunowego (współrzędne geograficzne 66°30′N – 25°42′E).

## Informacje ogólne
Stolica regionu Laponia oraz podregionu Rovaniemi. Centrum gospodarczo-handlowe fińskiej Laponii, w tym przemysłu spożywczego, węzeł komunikacyjny, port lotniczy, ośrodek turystyczno-sportowy (zarówno dla miłośników sportów i turystyki letniej, jak i zimowej – narciarstwo biegowe, łyżwiarstwo). Siedziba Uniwersytetu Lapońskiego i Politechniki (ocenia się, że aż 10 tys. spośród mieszkańców to studenci). 1 stycznia 2006 do obecnego miasta został przyłączony otaczający je powiat ziemski (pow. 7,9 tys. km², w tym ponad 400 km² to jeziora), zamieszkany przez 21 tys. osób. W ten sposób Rovaniemi stało się największym (pod względem powierzchni) miastem Finlandii, 8 016,42 km². Zamieszkane przez 58,5 tys. osób (2006), położone na wysokości 197 m n.p.m.; najniższa zanotowana temperatura powietrza wyniosła tu –45,3 °C, najwyższa zaś +30,6 °C (średnia wieloletnia +0,2 °C), a przeciętne roczne opady 535 mm.
W centrum miasta znajdują się budowle według projektu Alvara Aalto (biblioteka, ratusz, teatr), most Jätkänkynttilä przez rzekę Kemi. Muzeum „Arktikum”, w formie przeszklonego tunelu, prezentuje historię i zwyczaje ludów Północy, ich odzież, narzędzia i namioty.

## Początki osadnictwa
Pierwsze ślady osadnictwa w rejonie Rovaniemi pochodzą z neolitu, natomiast karczowanie i wypalanie gruntów pod uprawy rozpoczęto tutaj około VIII–VI w. p.n.e. W rejonie miasta już w VI wieku n.e. krzyżowały się trasy handlowe z południowej Finlandii (region Häme) i z Karelii do wybrzeży Morza Arktycznego oraz na zachód (do dzisiejszej Szwecji i Norwegii). Odkrycie pokładów rud żelaza na początku XIX wieku spowodowało przyśpieszenie rozwoju i wzrost znaczenia miasta. Przyczyniła się też do tego ekstensywna eksploatacja drewna (wyrąb lasów) oraz poszukiwacze złota zmierzający dalej na północ (gorączka złota w rejonie Lemmenjoki, połowa XX wieku).

## Mikołaj
Rovaniemi szczyci się również tym, że jest miejscem zamieszkania Mikołaja. Pisane przez dzieci przed każdymi świętami Bożego Narodzenia listy do św. Mikołaja, Santa Claus czy Dziadka Mroza często trafiają właśnie do urzędu pocztowego w Rovaniemi (ściślej: do urzędu w zbudowanej w 1985 dla turystów wiosce św. Mikołaja, FIN-96930 Napapiiri). Władze miasta skwapliwie podtrzymują legendę, że to właśnie stąd wyruszają sanie zaprzężone w renifery, wypełnione prezentami, choć niektórzy utrzymują, że św. Mikołaj mieszka w innym miejscu Laponii, mianowicie w Parku Narodowym Urho Kekkonena ok. 200 km na północny wschód od Rovaniemi, na wzgórzu Korvatunturi na granicy fińsko-rosyjskiej (miejsce to ma niezwykły pocztowy numer adresowy: FIN-99999, także tu trafiają tysiące listów do św. Mikołaja).
W rzeczywistości w latach 20. XX wieku fiński sprawozdawca radiowy, Markus Rautio, spopularyzował legendę, wiążącą św. Mikołaja ze wzgórzem Korvatunturi (oznacza to „Wzgórze-Ucho”, ze względu na jego kształt, który nasuwa myśl, że wysłuchiwane są tam wszystkie dziecięce życzenia), ale po sowiecko-fińskiej wojnie zimowej 1939-40, kiedy Finlandia zmuszona była oddać ZSRR znaczną część swego terytorium, miejsce to znalazło się na samej nowej granicy fińsko-sowieckiej i przestało się w związku z tym nadawać do kultywowania tej legendy, toteż Mikołaja przeniesiono do Rovaniemi.

## Transport
Stacja kolejowa Rovaniemi znajduje się na linii Laurila – Kelloselkä i posiada bezpośrednie połączenia m.in. z Oulu, Tampere, Helsinkami i Turku. Pociągi kursują również do położonego na północny wschód Kemijärvi. W fazie planów jest fińsko-norweski projekt wybudowania 500-kilometrowej linii łączącej Rovaniemi z Kirkenes.
Rovaniemi posiada regularne połączenia autobusowe z Helsinkami, Oulu, Kajaani, Tornio, Ivalo, Haaparanta i in. W okresie letnim autobusy docierają również do Przylądka Północnego w Norwegii.
Około 10 kilometrów na północ od centrum miasta znajduje się port lotniczy Rovaniemi.

## Sport
- Rovaniemen Kiekko – klub hokeja na lodzie
- Rovaniemen Palloseura – klub piłkarski
  - Rovaniemen keskuskenttä – stadion klubu
- Perungan Pojat – klub piłki siatkowej mężczyzn

## Miasta partnerskie
Rovaniemi ma podpisane umowy o współpracę z 13 miastami. Najstarsza z nich jest ze szwedzką Kiruną, najnowsza – z chińskim Harbinem.
- Ajka, Węgry
- Cadillac, Michigan, Stany Zjednoczone
- Drvar, Bośnia i Hercegowina
- Frederikshavn, Dania
- Grindavík, Islandia
- Harbin, Chiny
- Kassel, Niemcy
- Kiruna, Szwecja
- Narwik, Norwegia
- Neustrelitz, Niemcy
- Olsztyn, Polska
- St. Johann in Tirol, Austria
- Veszprém, Węgry

W latach 1962–2022 miasto współpracowało również z rosyjskim Murmańskiem. Współpraca ta została zawieszona w marcu 2022 w związku z rosyjską inwazją na Ukrainę.